# سنت لوسی
سنت لوسی (انگلیسی: Saint Lucy؛ زاده ۲۸۳ درگذشته ۳۰۴) یکی از قدیسان مسیحی است.سنت لوسی قدیس حامی نابینایان بود.بر اساس گفته ها،دشمنان مسیحیت اورا گرفته و آتش زدند اما او به اذن خدا نسوخت.قبل از آنکه اورا بکشند چشمانش را از حدقه در آوردند.